# Steffen Freund
Steffen Freund (Brandenburg, 1970. január 19. –) Európa-bajnok német labdarúgó, védekező középpályás, edző. Jelenleg a Tottenham Hotspur csapatánál dolgozik, mint segédedző.

## Pályafutása

### Klubcsapatban
A  keletnémet BSG Motor Süd Brandenburg, majd a BSG Stahl Brandenburg csapatában kezdte a labdarúgást. Itt mutatkozott be az első csapatban 1988-ban. 1991-ben a Schalke 04 együtteséhez szerződött, ahol a középpályán lett meghatározó játékos. 1993-ban a Schalke pénzügyi okok miatt kénytelen volt eladni őt a Borussia Dortmundnak, ahol 1998-ig szerepelt. A Borussiával két bajnoki címet nyert. Tagja volt az 1996–97-es bajnokok ligája győztes csapatnak, de a döntőn nem lépett pályára. 1998 és 2003 között az angol Tottenham Hotspur játékosa volt és 1999-ben angol kupát nyert a csapattal. Ezt követően rövid ideig az 1. FC Kaiserslautern, majd kölcsönben az angol Leicester City labdarúgója volt. 2004-ben fejezte be az aktív labdarúgást. 2009. december 4-én Freud bekerült a Tottenham Hotspur hírességei közé a Darren Andertonon.

### A válogatottban
1995 és 1998 között 21 alkalommal szerepelt a német válogatottban. Tagja volt az 1996-os Európa-bajnok csapatnak Angliában. 1992-ben két alkalommal szerepelt a német olimpiai válogatottban.

### Edzőként
2007. szeptember 1-jén Freund a német U20-as válogatottnál Frank Engel vezetőedző segédedzője lett. 2007. december 5-én Berti Vogts a nigériai válogatott szövetségi kapitánya választotta maga mellé segédedzőnek a 2008-as afrikai nemzetek kupájára. A torna után visszatért a német U20-as válogatotthoz. 2009 májusában megszerezte az edzői képesítést. Július 17-én kinevezték a német U16-os válogatott vezetőedzőjének és kétéves szerződést kötöttek vele. Egy év múlva a csapat szakmai munkáját tovább folytatva az U17-es csapatot vezette és bronzérmet szerzett a 2011-es U17-es mexikói világbajnokságon az együttessel. Ezt követően visszatért az U16-os válogatotthoz egy új generációval foglalkozni. 2012. július 11-én korábbi klubja a Tottenham Hotspur segédedzője lett, majd augusztus 5-től a csapat nemzetközi technikai koordináotra lett.

## Sikerei, díjai

### Játékosként
Németország
- Európa-bajnokság
  - aranyérmes: 1996, Anglia

 Borussia Dortmund
- Német bajnokság (Bundesliga)
  - bajnok: 1994–95, 1995–96
- UEFA-bajnokok ligája
  - győztes: 1996–97
- Interkontinentális kupa
  - győztes: 1997

 Tottenham Hotspur
- Angol ligakupa (League Cup)
  - győztes: 1999

### Edzőként
Németország U17
- U17-es világbajnokság
  - bronzérmes: 2011, Mexikó